# Словацкий футбольный союз
Слова́цкий футбо́льный сою́з (словац. Slovenský futbalový zväz) — организация, осуществляющая контроль и управление футболом в Словакии. Располагается в Братиславе. Основан в 1938 году, член ФИФА с 1994, а УЕФА с 1993 года. Союз организует деятельность и управляет национальными сборными по футболу, в их число входит и главная национальная сборная. Под эгидой союза проводятся соревнования в Цоргонь-лиге, Первой лиге, Кубке и Суперкубке Словакии.